# Królewskie Gimnazjum Ewangelickie w Raciborzu

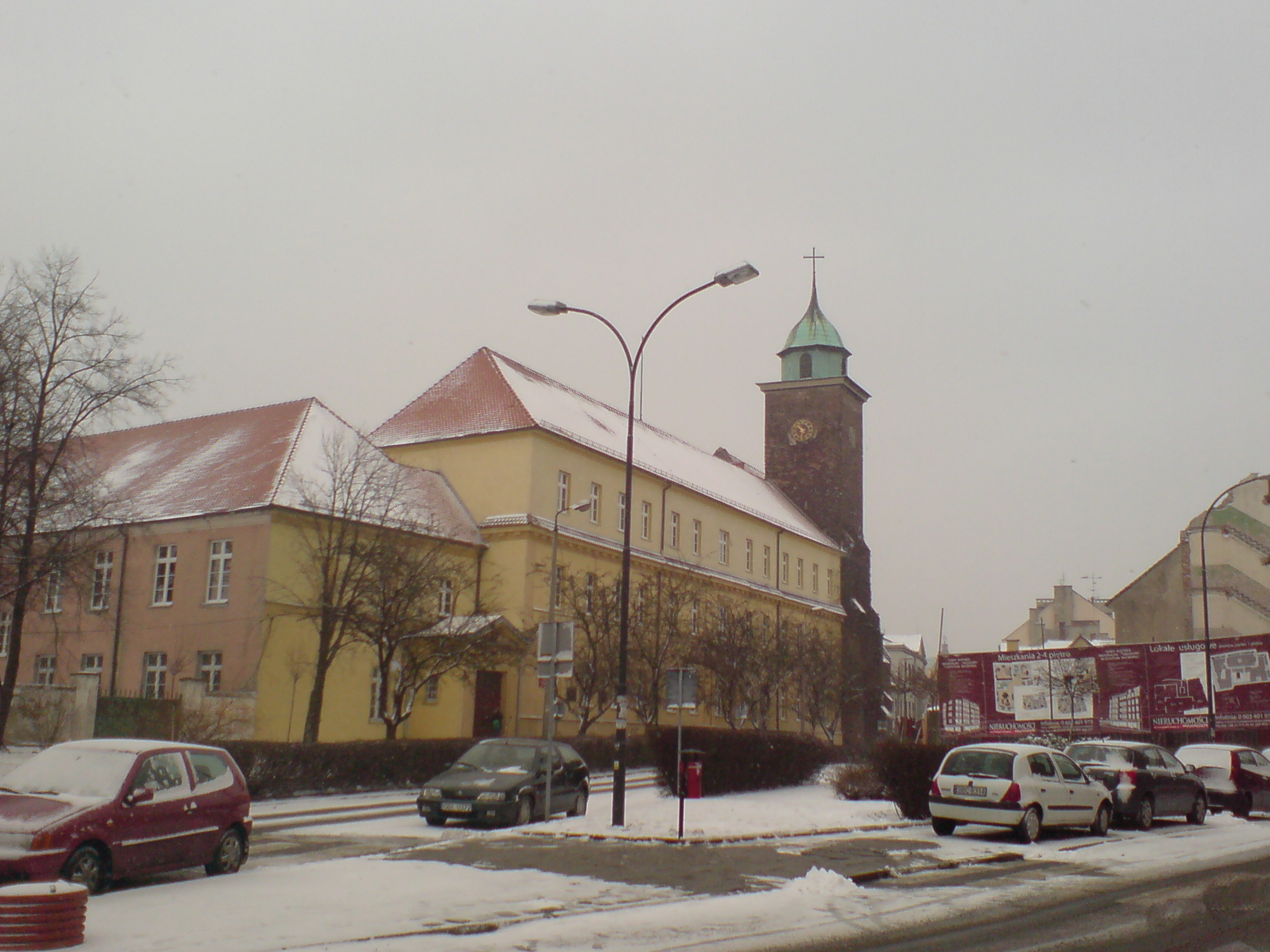
Zespół Szkół Ekonomicznych mieszczący się w budynku dawnego gimnazjum

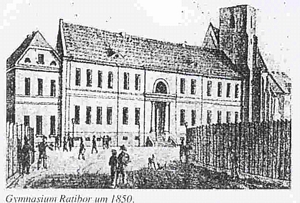
Gimnazjum z 1850 roku

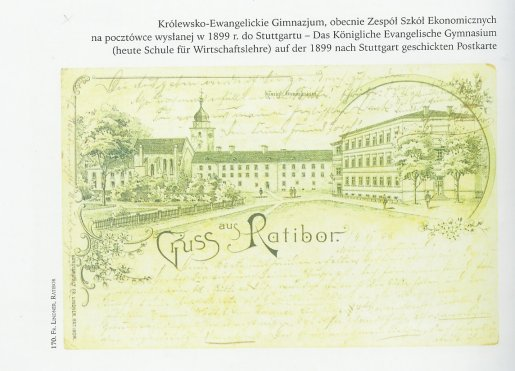
Pocztówka z 1899 roku

Królewskie Gimnazjum Ewangelickie w Raciborzu – placówka, która funkcjonowała w latach 1819–1945, wykształciła wielu wybitnych ludzi.

## Historia
Królewskie Ewangelickie Gimnazjum Męskie powstało w czerwcu 1819 roku na mocy dekretu Fryderyka Wilhelma III, była najstarszą ze szkół średnich w Raciborzu i jedną z pierwszych na terenie Śląska.
Obecnie tradycje gimnazjum kultywuje I Liceum Ogólnokształcące im. Jana Kasprowicza w Raciborzu, zaś w budynku po gimnazjum siedzibę ma Zespół Szkół Ekonomicznych.

## Znani absolwenci
- Jan Besta (1812–1887)
- Emanuel Smołka (1820–1854)
- Józef Wajda (1849–1923)
- Józef Rostek (1859–1929)
- Jan Kasprowicz (1860–1926)
- Arnold Berger (1862–1948)
- Georg Graf von Arco (1869–1940)
- Max Böhm (1879–1936)
- Max Berek (1886–1949)
- Antoni Korczok (1891-1941)
- Józef Gawlina (1892–1964)
- Otto Bernert (1893–1918)
- Emil Szramek (1887-1942)